# Samuel Finley Breese Morse
Samuel Finley Breese Morse (Charlestown, Boston, 27. travnja 1791. – New York, 2. travnja 1872.), američki slikar i izumitelj.
Konstruirao je 1835. praktično upotrebljiv električni telegrafski aparat. Na njegov prijedlog izgrađena je i puštena u promet 24. svibnja 1844. godine prva telegrafska linija Washington - Baltimore. Morseov telegraf, prilagođen poljskim uvjetima, ubrzo je kao Morseov kod primijenjena u vojne svrhe, što je i uvjetovalo razvitak vojne telegrafije.

## Vanjske poveznice
|  | Zajednički poslužitelj ima još gradiva o temi Samuel Finley Breese Morse |